# Premio Zóbel
El Premio Literario Anual Enrique Zóbel es el galardón literario más antiguo instituido en Filipinas. Fue creado en 1920 por Enrique Zóbel de Ayala con el objeto de premiar lo mejor de la literatura filipina en lengua española. Inicialmente fue llamado así por su creador, el empresario y mecenas Enrique Zóbel de Ayala, si bien posteriormente se conocería simplemente como Premio Zóbel. La primera edición del mismo quedó desierta, pero las siguientes premiaron las mejores obras de escritores filipinos en español.
Los primeros premios se concedieron en el Casino Español de Manila, pero la composición del jurado y el lugar de la ceremonia fueron cambiando a lo largo de los años. El reconocimiento se otorgaba a obras escritas en lengua española por un autor filipino y debían ser inéditas o, como máximo, publicadas el año anterior a la edición del premio correspondiente.
Hoy el Premio Zóbel está organizado por la tercera generación de los Zóbel, descendientes de don Enrique, doña Georgina Padilla y Zóbel de Mac-Crohon y su hermano Alejandro Padilla y Zóbel. Los Padilla se encargan de la gestión del premio desde 1985.
El ilustre escritor de Iloílo, Guillermo Gómez Windham, fue su primer ganador, con la novela La Carrera de Cándida en 1921.
Prácticamente todos los grandes escritores filipinos en lengua española han sido galardonados con este importante premio. Así, Manuel Bernabé lo recibió en 1924, Jesús Balmori en 1926, Flavio Zaragoza Cano en 1928, Evangelina Guerrero en 1935, Enrique Fernández Lumba en 1954, Francisco Zaragoza en 1961, León María Guerrero en 1963, Guillermo Gómez Rivera en 1975, Edmundo Farolán Romero en 1981, etc. A partir de los años 80 se convirtió también en un premio de Hispanidad Filipina; el último premio Zóbel se entregó en 2000 a Lina Obieta Sevilla.

## Escritores galardonados
- 1922 Guillermo Gómez Windham. La Carrera de Cándida
- 1924 Buenaventura Rodríguez. La Pugna
- 1924 Manuel Bernabé. Rubaiyat (Traducción en verso)
- 1925 Enrique Laygo. Caretas
- 1926 Jesús Balmori. Hombre y mujer
- 1927 Joaquín Ramírez de Arellano. Mrs. Morton
- 1927 José Hernández Gavira. Lo que vimos en Joló y Zamboanga. Sus hombres y sus cosas
- 1928 Manuel Rávago. Peregrinando
- 1928 Antonio M. Abad (accésit). El último romántico[2]
- 1929 Antonio M. Abad. La oveja de Nathán
- 1929 Flavio Zaragoza Cano. Las Rimas
- 1930 Leoncio González Liquete. Repertorio Histórico, Biográfico
- 1930 María Paz Mendoza Guázon. Notas de viaje
- 1931 José R. Teotico. Del Momento Hispánico
- 1931 Román Joven. Crónicas e Interviews
- 1932 Inés Villa. Filipinas en el Camino de la Cultura
- 1933 Buenaventura L. Varona. El nieto de Cabesang Tales
- 1934 Pedro Aunario. En el yunque cotidiano
- 1934 Alejo Valdés Pica. De la vida
- 1934 Pacífico Victoriano. Arpegios
- 1934 Francisco Villanueva. Trabajo literario
- 1935 Evangelina Guerrero Zacarías. Kaleidoscopio Espiritual
- 1935 José Reyes. En aras del ideal
- 1936 Benigno Del Río. El Hjo de Madame Butterfly
- 1936 Antonio Ma. Cavanna. Escarceos literarios
- 1936 Ramón Escoda. El Canto del Solitario
- 1937 Antonio Fernández. Salmos de Oro
- 1937 Vicente Zacarías Arévalo. Facetas
- 1938 Francisco Varona. Negros
- 1938 Manuel De Los Reyes. Prontuario de palabras en francés mal empleadas en Filipinas
- 1939 Rafael S. Ripoll. Esbozos
- 1940 Luis Guzmán Rivas. Pigmeos
- 1941 Francisco Rodríguez. Cuentos y Ensayos
- 1953 Joaquín Lim Jaramillo. Las Figuras Y La Crítica Literaria
- 1953 Vicente De Jesús. Apolíneas
- 1954 Enrique Fernández Lumba. Hispanofilia Filipina
- 1955 José P. Bantug. Bosquejo Histórico de la Medicina
- 1955 Adelina Gurrea Monasterio. A Lo Largo del Camino
- 1957 Esperanza Lázaro de Baxter. Romancero Sentimental (Romances)
- 1959 Emeterio Barcelón y Barceló Soriano. Un tagalo escribe en español
- 1959 Vicente Guzmán Rivas. En España son así
- 1959 César T. Mata. Modismos castellanos
- 1959 Sixto Y. Orosa. El Patriotismo en las poesías de Rizal
- 1960 Fernando de la Concepción. Cumbre y abismo
- 1960 Antonio L. Serrano. Orgullo de raza
- 1961 Juan Martínez Cucullú. Flaquezas
- 1961 Francisco Zaragoza Castalia íntima
- 1962 Vicente Padriga. Vino viejo en odres nuevos
- 1962 Alejo Arce. El Bicolano y su Ambiente
- 1963 León María Guerrero. El Sí y El No
- 1964 Nilda Guerrero. Barranco. Nostalgias'
- 1965 José María del Mar. Perfiles. Leyendas y Evocaciones
- 1966 Benito Valdéz Vaccani. Latidos
- 1974 Bienvenido De la Paz
- 1975 Guillermo Gómez Rivera. El Caserón[3]
- 1976 Francisco C. Palisoc
- 1976 Amado Yuzón
- 1977 Lourdes J. Custodio
- 1977 Enrique O. Muñoz
- 1978 Federico Espino Licsi
- 1978 Luis Garchitorena
- 1979 Arturo R. Calsado
- 1979 Luis Garchitorena
- 1980 Rosario Valdés Lamug
- 1980 Delfín G. Gumbán
- 1981 Enrique Centenera y Edmundo Farolán Romero (Tercera primavera)
- 1982 Belén S. Argüelles y Severina Luna de Orosa
- 1983 Bartolomé Briones
- 1983 Msgr. Diosdado Talamayan
- 1984 Lelilia Cortés Fernández
- 1984 Carlos De La Rosa
- 1985 Antonio M. Molina. Historia de Filipinas
- 1986 Raúl S. Manglapus
- 1987 Juan José Rocha
- 1988 Miguel Ma. Varela, S.J.
- 1989 Rosalinda Orosa
- 1990 Alejandro Roces
- 1991 Gabriel Casal, O.S.B.
- 1992 Napoleón G. Rama
- 1993 Blas Fajardo Ople
- 1994 Jaime Cardinal Sin
- 1995 José Arcilla Solero
- 1996 Francisco C. Delgado
- 1997 Isabel Caro Wilson
- 1998 Lourdes Castrillo Brillantes
- 1999 Rosario González de Manalo
- 2000 Lina Obieta Sevilla